# Ivan Lietava
Ivan Lietava (ur. 20 lipca 1983 w Bratysławie) – słowacki piłkarz występujący na pozycji napastnika.

## Kariera piłkarska

### Kariera klubowa
Wychowanek klubów ŠK Šenkvice i ŠK Cífer. W 2003 rozpoczął karierę piłkarską w Spartaku Trnawa. Po dwóch świetnych sezonach został zaproszony do FK AS Trenčín. W 2006 przeniósł się do Dukli z Bańskiej Bystrzycy. W październiku 2006 miał wypadek samochodowy w wyniku czego doznał złamania żebra, ale nie został wykryty alkohol w jego krwi. W kwietniu 2007 roku w ciągu 11 minut i 10 sekund zdobył swój pierwszy hat-trick w karierze. W lipcu 2007 roku przeszedł do MŠK Žilina. We wrześniu 2008 roku został wypożyczony do tureckiego Denizlispor, ale w lutym 2009 roku powrócił do Žiliny, ponieważ turecki klub miał wystarczająco dużo napastników. W Žilinie grał z numerem 39, jak Nicolas Anelka w Chelsea FC. Swoim wyglądem i sylwetką jest podobny do francuskiego piłkarza. W sierpniu 2010 roku wrócił do Turcji, gdzie podpisał kontrakt z Konyaspor. Pod koniec 2010 roku za obopólną zgodą udało się rozwiązać umowę, ponieważ piłkarz nieczęsto wychodził na boisko. Potem powrócił do MŠK Žilina, gdzie podpisał dwuletni kontrakt. We wrześniu 2011 został wypożyczony do końca sezonu do czeskiej Dukli Praga. W lipcu 2012 podpisał kontrakt z ukraińską Worskłą Połtawa. Podczas przerwy zimowej sezonu 2012/13 powrócił do Spartaka Trnawa, a latem 2013 przeniósł się do Sigmy Ołomuniec. Po kilku miesiącach trafił do innego czeskiego klubu Bohemians 1905. W 2015 przeszedł do MFK Skalica.

### Kariera reprezentacyjna
W latach 2003–2004 występował w młodzieżowej reprezentacji Słowacji.

## Sukcesy i odznaczenia

### Sukcesy klubowe
- mistrz Słowacji: 2010
- wicemistrz Słowacji: 2008
- zdobywca Superpucharu Słowacji: 2010
- finalista Superpucharu Słowacji: 2008, 2009